# Comèdia romàntica
La comèdia romàntica és un gènere del cinema que barreja una trama amorosa amb les convencions de la comèdia. Narra els problemes d'una parella protagonista per acabar junts i feliços, amb possibles subtrames intercalades i períodes de separació o trencament. El seu origen està en les històries amoroses de la Matèria de Bretanya i en la literatura sobre l'amor veritable, així com en el teatre del segle xvii.

## Algunes comèdies romàntiques destacades
- Va succeir una nit, 1934
- Esmorzar amb diamants, 1961
- La princesa promesa, 1987
- Pretty Woman, 1990
- Quatre bodes i un funeral, 1994
- Friends, 1994 (sèrie)
- Ally McBeal, 1997 (sèrie)
- Bridget Jones's Diary, 2001
- Love Actually, 2003
- Ugly Betty, 2006 (sèrie)
- Mamma Mia!, 2008
- Sex and the City: The Movie, 2008
- Love, Rosie, 2014